# Petit train d’Artouste
| |                     |                              |                              |
| Streckenlänge: | 9,5 km              |                              |                              |
| Spurweite: | 500 mm (Schmalspur) |                              |                              |
| |                     |                              |                              |
| Petit train d’Artouste |                     |                              |                              |
| \| \| \| alte Seilbahn \| \| \| \| \| Abstellanlage \| \| \| \| \| Pic-de-la-Sagette Gondelbahn \| \| \| \| \| Tunnel de l‘ours 318 m \| \| \| \| \| Les Sorbiers \| \| \| \| \| L‘Ours \| \| \| \| \| Séous \| \| \| \| \| \| \| \| \| \| Lac d’Artouste \| \| \| \| \| Abstellanlage \| \| |                     |                              |                              |
| Strecke quer · Betriebs-/Güterbahnhof Streckenanfang |                     | alte Seilbahn                | alte Seilbahn                |
| Dienststation / Betriebs- oder Güterbahnhof |                     | Abstellanlage                | Abstellanlage                |
| Strecke quer · Bahnhof |                     | Pic-de-la-Sagette Gondelbahn | Pic-de-la-Sagette Gondelbahn |
| Tunnel |                     | Tunnel de l‘ours 318 m       | Tunnel de l‘ours 318 m       |
| Bahnhof |                     | Les Sorbiers                 | Les Sorbiers                 |
| Bahnhof |                     | L‘Ours                       | L‘Ours                       |
| Bahnhof |                     | Séous                        | Séous                        |
| |                     |                              |                              |
| Bahnhof |                     | Lac d’Artouste               | Lac d’Artouste               |
| Betriebs-/Güterbahnhof Streckenende |                     | Abstellanlage                | Abstellanlage                |

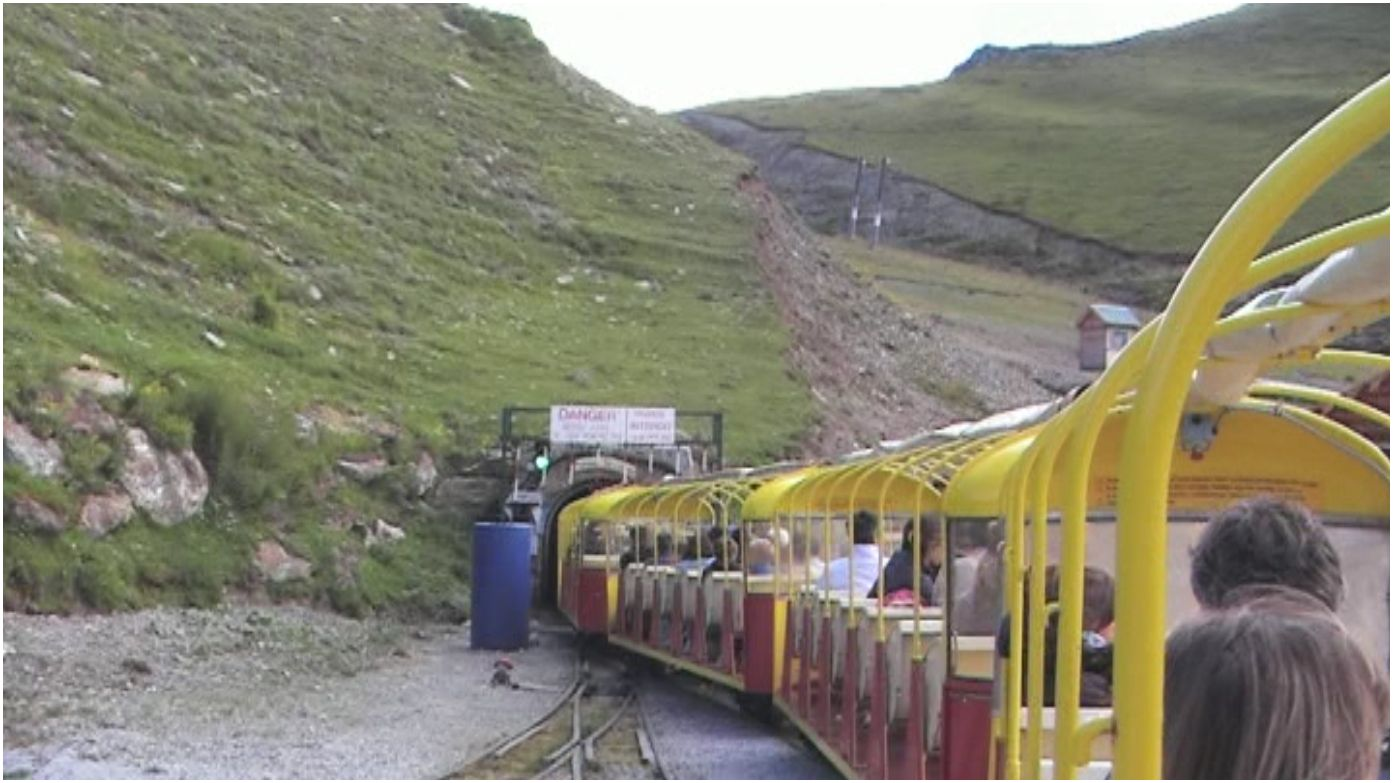
Einfahrt in das westliche Portal des Tunnel de l'Ours

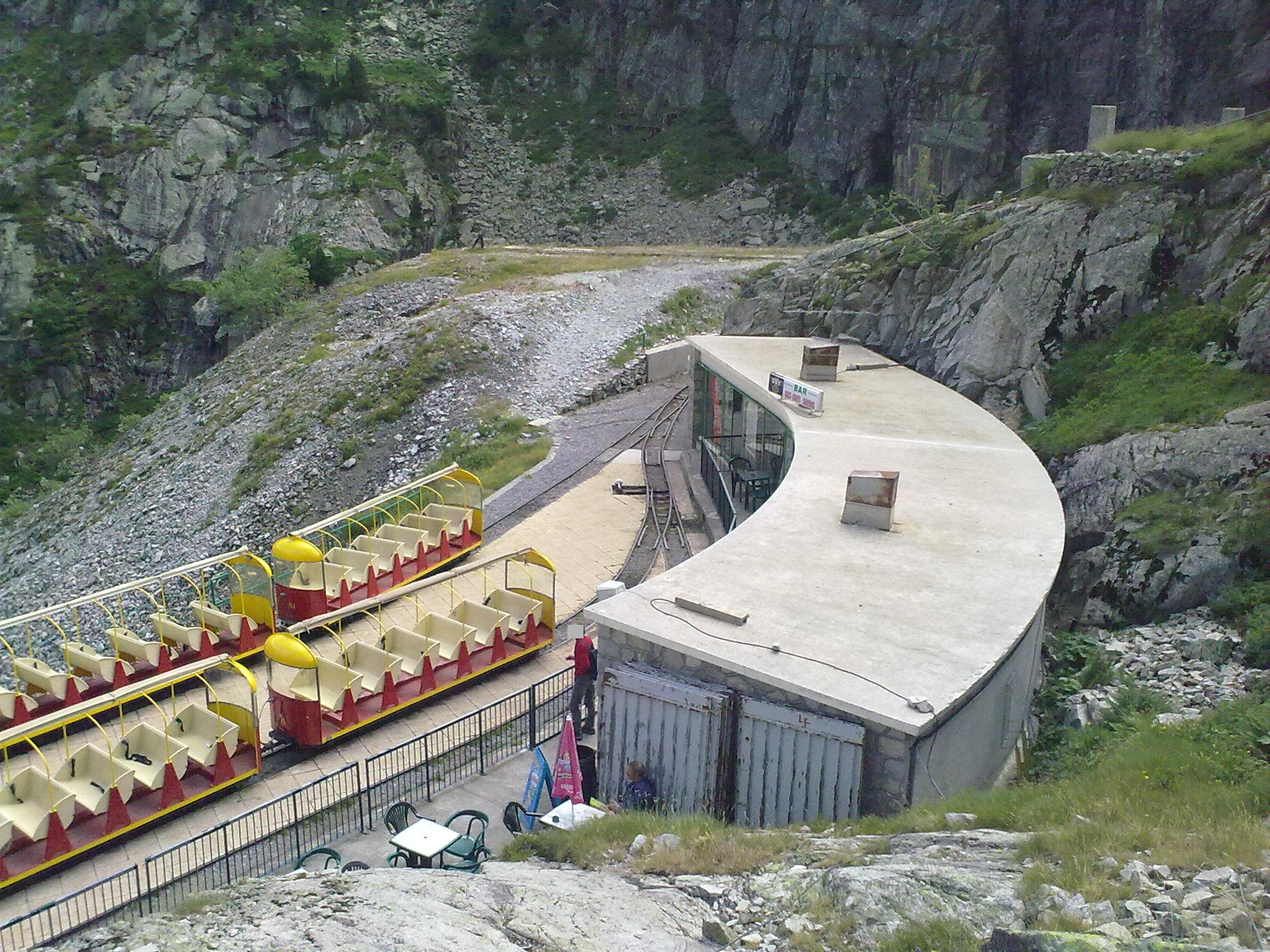
Bahnhof Lac d'Artouste

Die Petit train d’Artouste ist eine knapp 10 km lange touristische Schmalspurbahn in den französischen Pyrenäen.

## Geografische Lage
Die Bahn liegt auf dem Gemeindegebiet von Laruns in der südwestfranzösischen Region Nouvelle-Aquitaine im Département Pyrénées-Atlantiques. Sie verkehrt auf einer Höhe von etwa 2000 m im Ossau-Tal zwischen dem Pic-de-la-Sagette und dem Lac d’Artouste, einem Stausee.

## Geschichte
Die Compagnie des chemins de fer du Midi begann bereits um das Jahr 1909 ein umfangreiches Elektrifizierungsprogramm unter Nutzung der Wasserkräfte der nördlichen Pyrenäen. Dazu errichtete sie ein eigenes Netz von Stauseen, Wasserleitungen, Kraftwerken und Hochspannungsleitungen. In dieses System sollte auch der aufgestaute Lac d’Artouste, am Fuße von Gletschern gelegen, eingebunden werden. Die für den Staudamm einzurichtende Baustelle war nur schwer zu erreichen und wurde über ein System aus einer Materialseilbahn und einer anschließenden Baustellenbahn bedient.
Die Baustellenbahn in 500 mm-Spurweite wurde im Zuge des Baus der unterirdischen Wasserleitung von 1921 bis 1924 zwischen dem bergseitigen Ende der Materialseilbahn, dem Pic-de-la-Sagette, und dem späteren Standort des Staudamms vor dem Lac d’Artouste entlang der unterirdisch verlaufenden Wasserleitung errichtet. Von dort gab es Verbindungsstollen zur parallel verlaufenden Bahntrasse, über die Arbeitsmaterial angeliefert und Aushub abgefahren wurde. Nach Vollendung der Bauarbeiten 1924 dauerte es fünf Jahre, den Stausee zu füllen, und 1929 ging die Anlage in Betrieb. Zugleich erhielt die Materialseilbahn eine Kabine mit fünf Plätzen für den Personentransport.
Im Jahr 1932 wurde auf Anregung des Départements und auch im Eigeninteresse der Compagnie des chemins de fer du Midi, um den Tourismus zu beleben, der Personenverkehr auf der Bahn aufgenommen: zunächst nur in den beiden Sommermonaten und am Sonntag, mit je zwei Zugpaaren, die aus einer Lokomotive und zwei oder drei Wagen bestanden. Die Wagen waren Flachwagen, auf die Holzbänke gestellt waren. Die Bahn besaß damals drei Diesellokomotiven von Renault mit den Betriebsnummern R1–3 und zwei von Automobiles Unic (U1 und U2). 1948 wurde der Lokomotivbestand um zwei weitere Diesellokomotiven, diesmal von Jules Weitz, ergänzt.
Sechs Jahre später (1938) wurde die Bahn zusammen mit der „Midi“ in die SNCF verstaatlicht. Im Jahr 1957 wurde die Kapazität der Seilbahn auf den Pic-de-la-Sagette erhöht: Sie wurde auf den Betrieb mit zwei Kabinen, die jeweils 32 Fahrgäste fassten umgestellt. Damit konnte sie 300 Fahrgäste pro Stunde transportieren. 1963 wurde der Lokomotivpark ersetzt: Die Bahn erhielt sechs Lokomotiven von Billard (D3–D8) und fünf nach Plänen von Whitcomb, Chicago, die aber in Frankreich montiert wurden (D9–D13). Ebenfalls 1963 wurden die Schienen komplett ausgetauscht. 1968 erhielt die Bahn 31 neue Personenwagen, um den Reisekomfort zu steigern. In diesem Jahr reisten mehr als 30.000 Fahrgäste mit der Bahn.
Im Jahr 1980 übergab die SNCF den Eisenbahnbetrieb an das Département. Später lagerte die SNCF die Kraftwerksanlagen in eine eigene Gesellschaft, die Société hydroélectrique du Midi (SHEM), aus, die Eigentümerin der Eisenbahninfrastruktur und der Eisenbahnfahrzeuge blieb. Das Département betreibt die Bahn zusammen mit den umliegenden Bergbahnen unter der Firma EPSA (Etablissement Public des Stations d‘Altitude). Das Département errichtete im Rahmen eines Investitionsprogramms 1981–1983 eine neue Gondelbahn als Zubringer für die Eisenbahn mit einer Kapazität von 1.200 Fahrgästen pro Stunde. Für die Bahn selbst wurden weitere Wagen und Lokomotiven beschafft. 2006 wurden alle Fahrzeuge generalüberholt, die Lokomotiven mit neuen Motoren ausgestattet. Heute befördert die Bahn 130.000 Fahrgäste pro Saison.

## Technische Parameter
Die Bahn hat eine Spurweite von 500 mm. Sie verkehrt als Inselbetrieb mit Diesellokomotiven. Die Reisegeschwindigkeit beträgt etwa 10 km/h.
Der nordwestliche Endpunkt der Strecke, der Pic-de-la-Sagette, wird von zwei Seilbahnen erreicht: Die neue Gondelbahn aus den 1980er Jahren für die Touristen und die alte Anlage aus den 1950er Jahren, die heute ausschließlich für betriebliche Zwecke der SHEM genutzt wird.